# Чемпионат России по хоккею с шайбой среди женщин 2000/2001
Чемпионат России по хоккею с шайбой сезона 2000/2001 среди женских команд проводился с 16 декабря 2000 года по 11 марта 2001 года. В первенстве страны участвовало всего четыре команды. Чемпионат проходил по туровой системе — в три этапа, прошедших поочерёдно в Челябинске (21—26 января 2001 года), в Первоуральске (16—22 февраля 2001 года) и в Москве (4—11 марта 2001 года) — на каждом этапе все команды сыграли друг с другом по две игры. При этом красноярский «Локомотив» не принимал участия в первом туре, но начал чемпионат шестью домашними матчами против остальных команд в декабре и январе.
Чемпионом России стал ХК СКИФ Москва (в предыдущем сезоне называвшийся «Викинг»), серебряные медали завоевал ХК «Спартак-Меркурий» Екатеринбург, а бронзовые медали завоевал ХК «Локомотив» Красноярск.

## Турнирная таблица
| М | Команда                         | И  | В  | Н | П  | ЗШ  | ПШ  | О  |
| - | ------------------------------- | -- | -- | - | -- | --- | --- | -- |
|   | СКИФ Москва                     | 18 | 16 | 0 | 2  | 126 | 18  | 48 |
|   | «Спартак-Меркурий» Екатеринбург | 18 | 14 | 0 | 4  | 91  | 24  | 42 |
|   | «Локомотив» Красноярск          | 18 | 6  | 0 | 12 | 36  | 67  | 18 |
| 4 | «Казак Уральский» Челябинск     | 18 | 0  | 0 | 18 | 9   | 153 | 0  |

Примечание: М — место, И — количество игр, В — выигрыши, Н — ничейный результат, П — поражения, ЗШ — забито шайб, ПШ — пропущено шайб, О — очки.